# Horace Arthur Lowe
Horace Arthur Lowe (*  22. Januar 1869 in Heaton Moor, Lancashire; † 26. Dezember 1930 in Menton) war ein englischer Chemiker (Textilchemie). 
Lowe war Chemiker in der Baumwollindustrie in Manchester.
Lowe entdeckte 1889 die Vorteile der Merzerisation (Einwirkung von Ätznatron auf Baumwolle) von John Mercer (1844)  für die Erzeugung von Glanz bei Baumwolle. Er selbst zog daraus keinen großen Vorteil, da die Textilindustrie kein Interesse zeigte. Er ließ sein Patent verfallen (Britisches Patent Nr. 20314 von 1889 und Nr. 4452 von 1890) und das Verfahren wurde erst 1895 in Krefeld durch die Firma Thomas & Prevost eingeführt.